# Menahem Hameiri

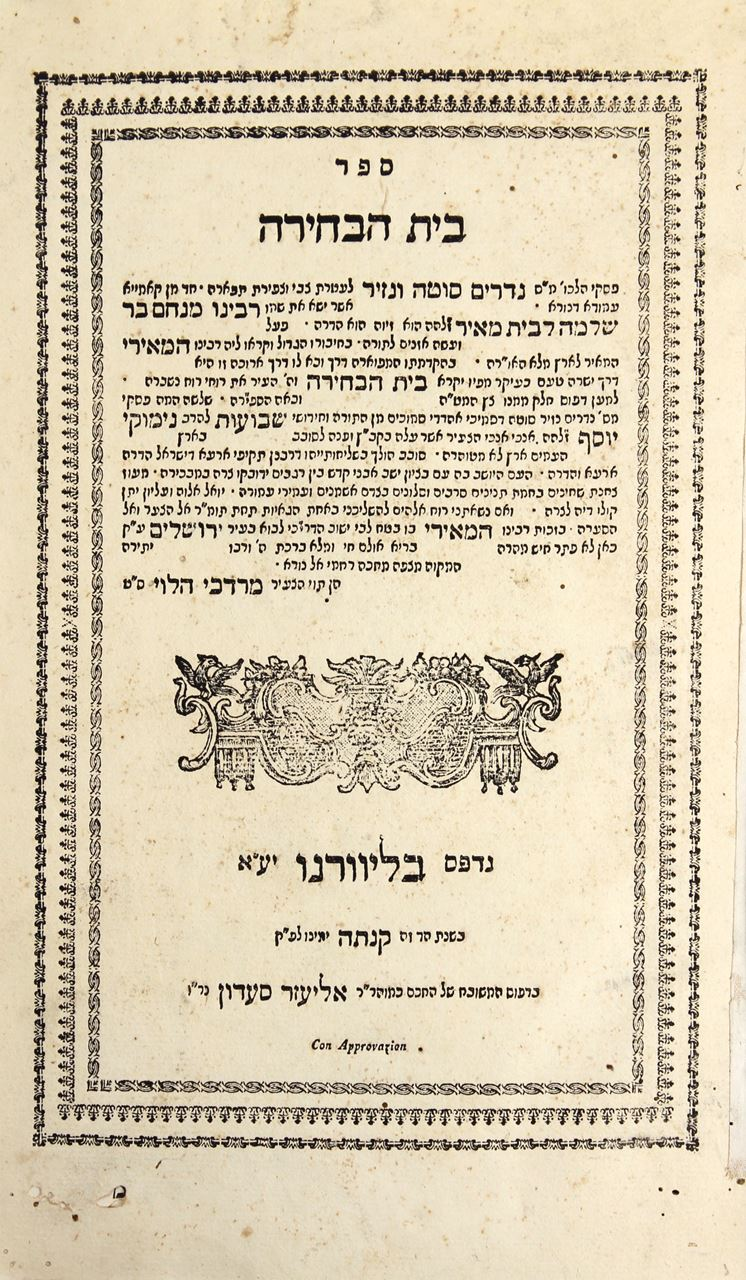
Beit Habehira (Cartea alegerii), comentariul la Talmud al lui Menahem Hameiri, ediție din 1795 tipărită la Livorno

Menahem Ben Shlomo Hameiri (în ebraică:מנחם בן שלמה המאירי, în provensală:Don Vidal Solomon de Perpignan , 1249- c.1310)
a fost un rabin catalan-provensal, unul din cei mai străluciți exegeți evrei ai Talmudului și al Bibliei din Evul Mediu.

## Biografie
Menahem Hameiri s-a născut in 1249 la Perpignan, care făcea parte in acea vreme din Principatul Cataloniei.
Menahem Hameiri a studiat la Narbonne, în Franța, cu Reuven ben Hayim. El a fost înrăurit de scrierile lui Moshe ben Maimon (Maimonide) și, atunci când Abba Mari din Lunel a chemat la interzicerea studiului filosofiei și al științelor, Hameiri s-a alăturat adepților lui Maimonide care se împotriveau folosirii neînfrânate a alegoriei în exegeza biblică. El a apărat din suflet știința, dar a recomandat să se interzică abordarea ei înainte de a face un studiu temeinic al Talmudului. 
Scrierile sale sunt clare si concise, și sunt marcate de un spirit logic și rațional  
Hameiri contesta, de pildă, existența dracilor, eficacitatea [[amuletă]|amuletelor]] împotriva deochiului, contesta determinismul astrologiei și multe superstiții, pentru că ele infirmă noțiunea de liber arbitru. El s-a făcut cunoscut și pentru deschiderea sa de spirit față de „neevrei” (Neamuri, Goyim) și aceasta într-un climat de persecuții contra evreilor, afirmând că referințele cu privire la apostați și la ne-evrei în Talmud, fac referință numai la păgânii idolatri.

## Activitatea sa

### „Beit HaBehirá”
Opera capitală a lui Hameiri este comentariul său la Talmud, intitulat Beit Habehirá (Casa alegerii). El acopera trei secțiuni ale Talmudului: „Moed”, „Nashim” și „Nezikin”, precum și câteva tractate.
Hameiri a scris într-o ebraică neo-mișnaică, sintactic apropiată de ebraica modernă. Spre deosebire de comentariile tradiționale, Beit Habehira se prezintă ,ca și Talmudul însuși, ca o expunere a Mishnei urmată de discuții. În aceste discuții el evită aspectul dialectic și prezintă concluziile și deciziile autorităților din generațiile precedente (citate mai ales prin titluri și supranume, decât nominal), atît așkenaze cât și sefarde.
În plus el furnizează cititorului informații utile pentru buna ințelegere a textului. După cum arată Haim Soloveitchik, Hameiri se distinge de comentatorii clasici, prin aceea că nu ezită să facă apel la Talmudul palestinian (din Ierusalim) pentru a lămuri sensul Talmudului babilonian. Se pare că a avut sub ochi pasaje din Talmudul palestinian dispărute în zilele noastre.
Din motivele arătate Beit Habehira ,care ar putea fi citit aproape independent de Talmud, este puțin citat de autoritățile ulterioare și nu a fost retipărit decât recent. Se parte ca nu ar fi jucat nici un rol în procesul de hotărâri asupra Legii iudaice Halaha, deoarece urmează modelul și conceptul maimonidian de sinteză și univocitate, într-un timp în cae peisajul intelectual era dominat de discuțiile dialectice ale Tosafiștilor. În zilele noastre a devenit foarte apreciat.

### Alte scrieri
- un tratat despre penitență „Hibur Hatshuvá” sau „Meshivat Nefesh”, conservat in manuscris.(MS. de Rossi, Nr.1313)
- Kryat Sefer - o lucrare masoretică despre metoda de scriere a sulurilor de Tora, în două volume (Smirna, 1863-1881)
- un comentariu la Biblia ebraică - din care s-au păstrat cel la Proverbele lui Solomon (Leiria 1492), și la Psalmi (Neubauer, cat. Bodl. p.69).

Haim Joseph david Azoulay menționează și cărțile „Beit Yad”„”, despre spălarea mâinilor înainte de prânz și dimineața, și „Ohel Moed”, care nu mai există în prezent.
În comentariul său la tractatul Sanhedrin, Hameiri citează una din cărțile sale dispărute, intitulată „Ktav Dat”, probabil un fel de catechism. 